# Boško Šutalo
Boško Šutalo (Metković, 1. siječnja 2000.) hrvatski je nogometaš koji igra na mjestu središnjeg, a po potrebi i lijevog i desnog braniča. Trenutačno igra za Standard Liège.

## Klupska karijera
Poniknuo je u Neretvi iz Metkovića. Dvije je godine igrao u podmlatku RNK Splita. Financijskim padom Splita potražio je novu okolinu. Premda su ga nudili Hajduku, nisu ga htjeli, pa je ovaj Hajdukov promašaj izbora talenata iskoristio Osijek kojeg je doveo u juniore koje je vodio Igor Budiša. Premda još nije izašao iz juniorskog staža, sezone 2019./2020. Šutalo je došao do prve momčadi u kojoj je nastupio 16 puta u početnom sastavu. Siječnja 2020. veliko zanimanje za njega pokazali su brojni klubovi među kojima je i talijanska Atalanta. Prema talijanskim medijima Šutalu se nudio petogodišnji ugovor, a Osijek je trebao dobiti odštetu nešto veću od dva milijuna eura. Ponuda je narasla na 5 milijuna eura i 10 posto od sljedećeg transfera.

## Reprezentativna karijera
Igrao za hrvatske mlade reprezentacije do 16, do 18, do 19 i do 21 godine. Prvu je zaigrao 11. travnja 2016. godine, u prijateljskoj utakmici protiv Rumunjske. Prvi je pogodak postigao u prijateljskoj utakmici protiv Walesa 22. ožujka 2018. godine.

## Priznanja

### Klupska
Dinamo Zagreb
- HNL (2): 2022./23., 2023./24.
- Hrvatski nogometni kup (1): 2023./24.
- Hrvatski nogometni superkup (2): 2022., 2023.

## Vanjske poveznice
- Profil, Hrvatski nogometni savez
- Profil, Transfermarkt (engl.)